# Cortázar (película)
Cortázar es una película documental argentina de 1994, dirigida por Tristán Bauer y protagonizada por Hugo Carrizo, Agustín Goldschmidt, el escritor Julio Cortázar, como él mismo y la voz en off de Alfredo Alcón. Se estrenó el 21 de octubre de 1994 y fue ganadora de cinco premios, entre ellos el Cóndor de Plata como mejor película.

## Sinopsis
Documental sobre el escritor argentino Julio Cortázar realizado con abundante material de archivo.

## Actores
- Alfredo Alcón, voz de Julio Cortázar.
- Hugo Carrizo, Torito.
- Julio Cortázar, él mismo.
- Agustín Goldschmidt, Cortázar de niño.

## Premios
- 1994, Festival Internacional del Nuevo Cine Latinoamericano de La Habana, premio Saúl Yelín.
- 1995, Cóndor de Plata de la Asociación Argentina de Críticos de Cine, mejor película, mejor director, mejor guion y mejor montaje.